# Karabin maszynowy

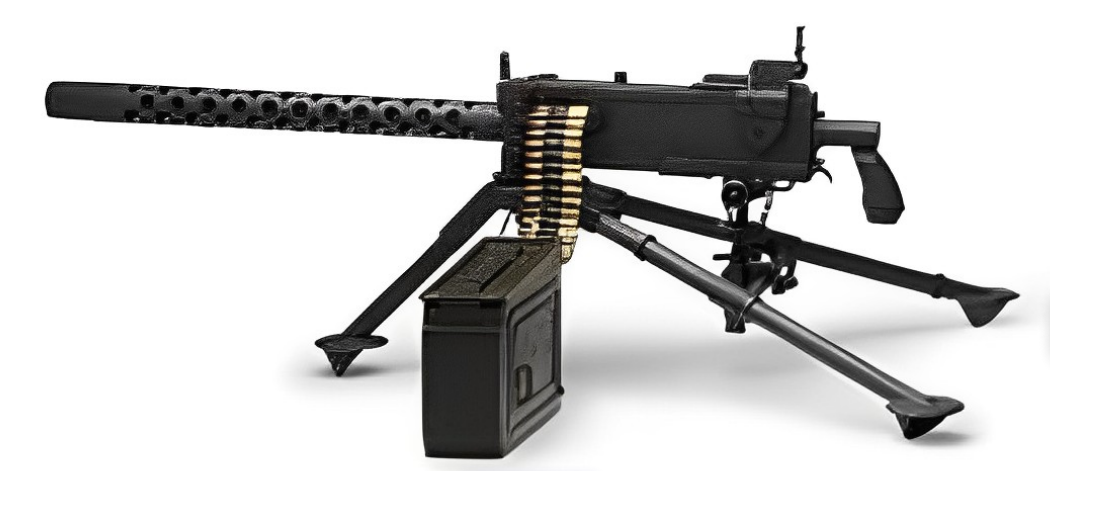
Karabin maszynowy Browning M1919

Karabin maszynowy (km) – rodzaj zespołowej automatycznej broni strzeleckiej nieprzekraczającej kalibru 20 mm, zdolnej do prowadzenia ognia ciągłego. Najczęściej zasilanej amunicją karabinową z taśm nabojowych lub wymiennych magazynków.

## Charakterystyka
Karabiny maszynowe są bronią bardzo zróżnicowaną pod względem konstrukcyjnym w związku z czym wyróżnia się ich wiele podtypów dostosowanych do odmiennego sposobu funkcjonowania i szczególnego przeznaczenia. Ich wspólną cechą jest zdolność prowadzenia intensywnego ognia ciągłego zapewniającego wysoką szybkostrzelność. Dlatego też zasilane są najczęściej z taśm nabojowych lub wymiennych magazynków. W celu zwiększenia stabilności i zapewnienia celniejszego ognia zazwyczaj montuje się je na specjalnych podstawach (np. dwunożnych, trójnożnych, kołowych). Najczęściej przeznaczone są do rażenia celów żywych, jednak niekiedy wykorzystuje się je również w roli przeciwlotniczej lub do rażenia lekko opancerzonych pojazdów. Automatyka karabinu maszynowego współcześnie najczęściej opiera się na odprowadzaniu gazów przez boczny otwór w lufie, dawniej najczęściej poprzez długi lub krótki odrzut lufy.

## Podział
Ze względu na konstrukcję karabiny maszynowe dzielą się na:
- ciężkie karabiny maszynowe (ckm) – masa broni do ok. 20 kg. Ponadto zachodzi konieczność zastosowania masywnej ciężkiej podstawy (np. trójnogu lub podstawy kołowej) oraz w niektórych przypadkach chłodzenia cieczą (co dodatkowo zwiększa ciężar całego zestawu). Masa ckm-u wraz z pełnym wyposażeniem dodatkowym może przekraczać 60 kg (bez amunicji)[2][3]
- lekkie karabiny maszynowe (lkm) – masa broni do ok. 14 kg, jako podstawa stosowany lekki dwójnóg[2][4][5]
- ręczne karabiny maszynowe (rkm) – masa broni do ok. 10 kg, jako podstawa stosowany lekki dwójnóg[2][6][7]
- uniwersalne karabiny maszynowe (ukm) – masa zbliżona do lekkich lub ręcznych karabinów maszynowych. W zależności od potrzeb stosowana podstawa ckm-u lub rkm/lkm-u[2][8]
- wielkokalibrowe karabiny maszynowe (wkm) – zasilane amunicją dużego kalibru (12–20 mm)[9]. Zazwyczaj cięższe od ckm-ów, również wymagające ciężkiej masywnej podstawy.

Wśród karabinów maszynowych używanych jako broń pokładowa wyróżnia się ponadto:
- lotnicze karabiny maszynowe[1][2]
- czołgowe karabiny maszynowe[1][2]

Ze względu na specjalne przeznaczenie można również wyodrębnić przeciwlotnicze karabiny maszynowe.

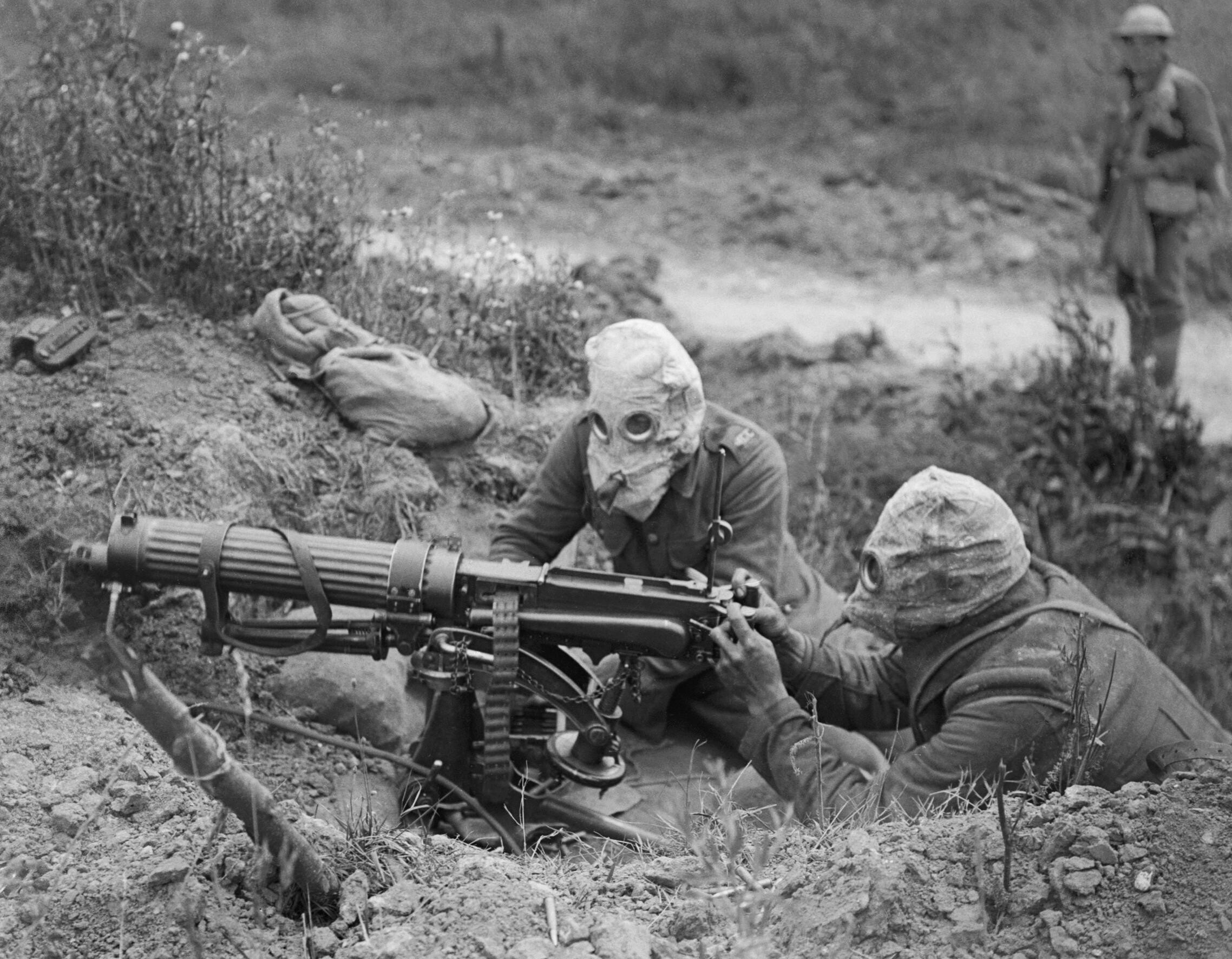
Stanowisko ckm-u Vickers w trakcie I wojny światowej
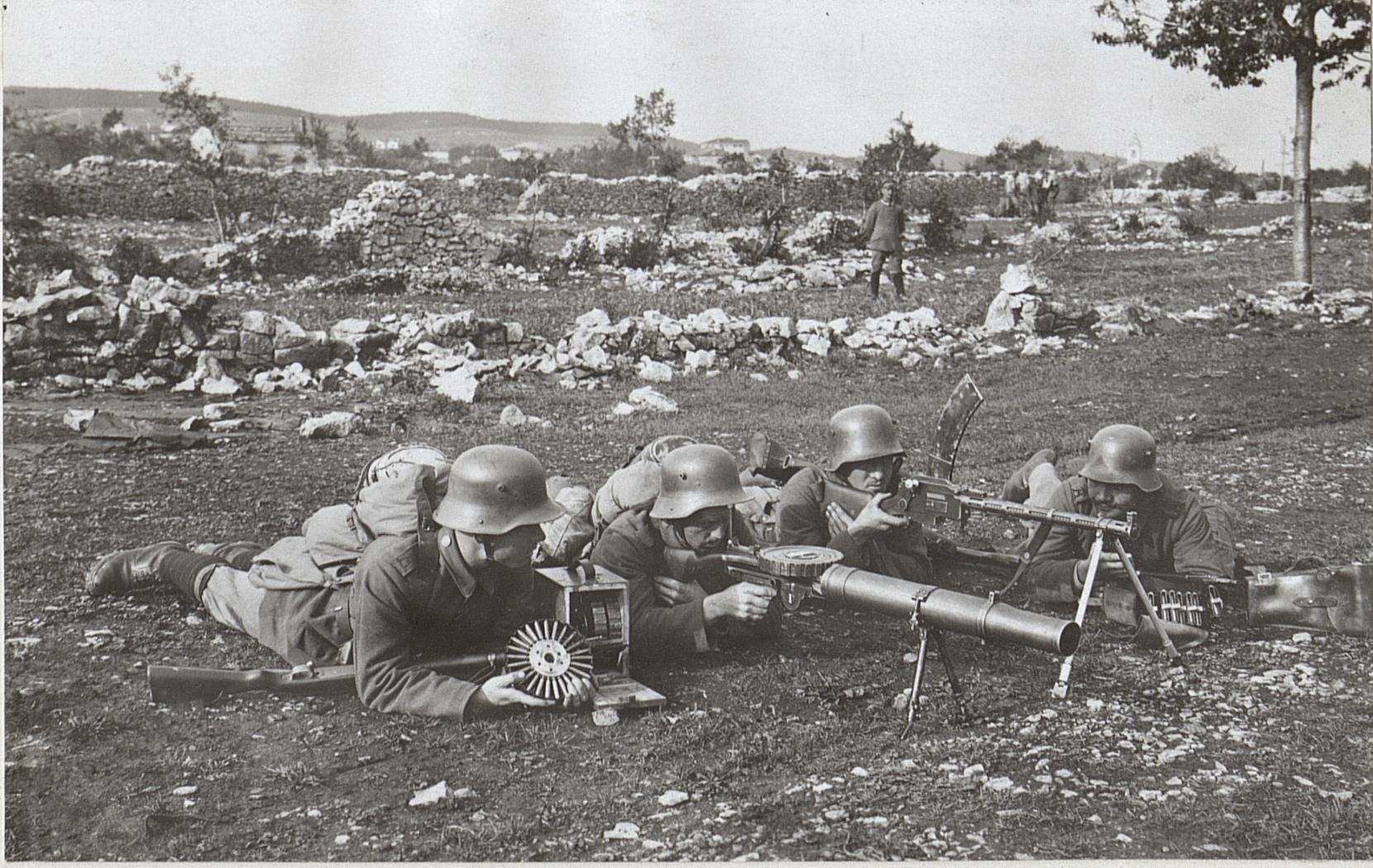
Niemieccy żołnierze z lekkim (Lewis) i ręcznym (Madsen) karabinem maszynowym w trakcie I wojny światowej
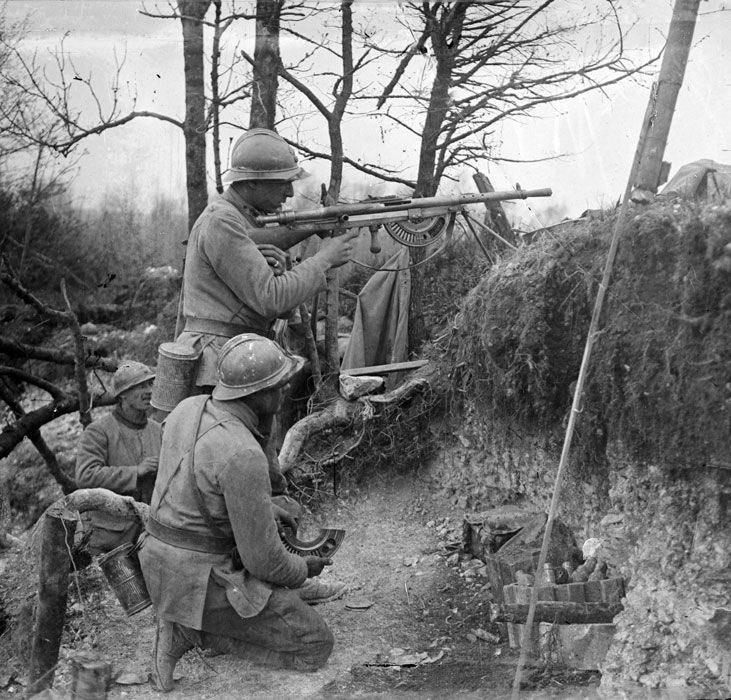
Stanowisko rkm-u Chauchat Mle 15 w trakcie I wojny światowej
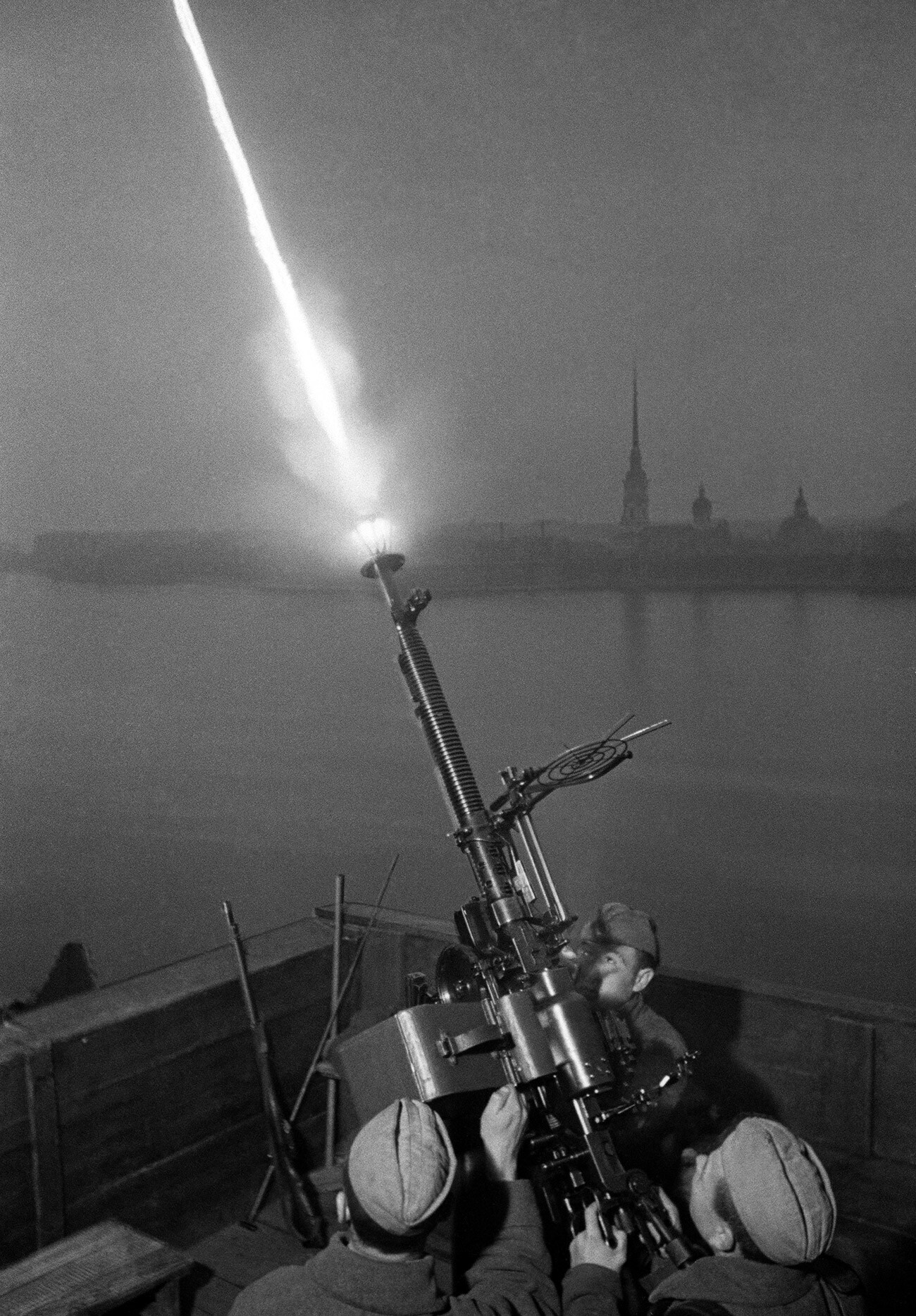
wkm DSzK prowadzący ogień przeciwlotniczy w trakcie obrony Leningradu
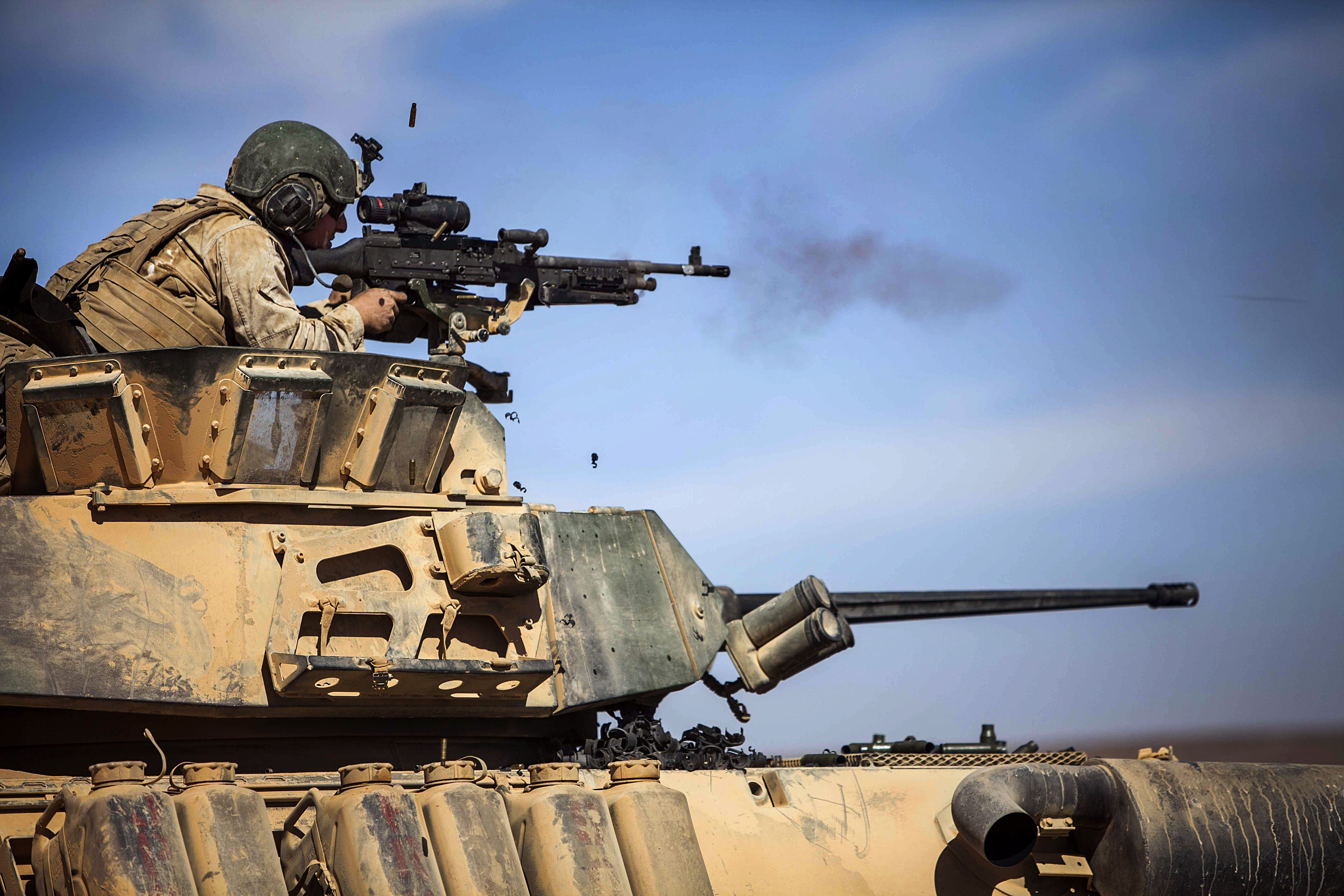
ukm M240 w roli czołgowego karabinu maszynowego

## Historia

### Protoplaści

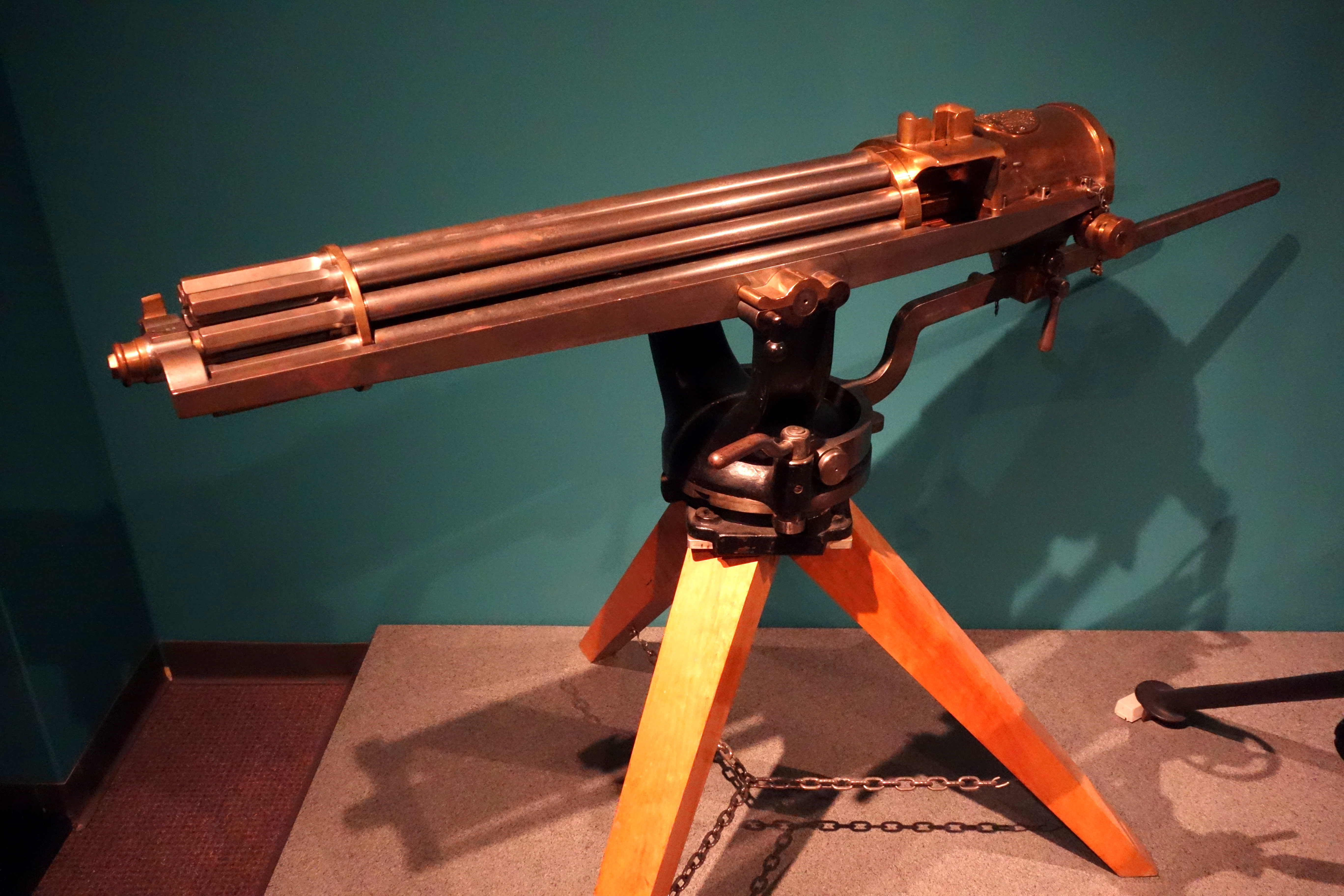
Kartaczownica – bezpośredni protoplasta karabinu maszynowego

Pierwsze próby stworzenia broni zdolnej do prowadzenia szybkostrzelnego ognia podejmowano już w starożytności. Za przykład może posłużyć wynalazek Dionizosa z Aleksandrii z III wieku p.n.e. Opracowany przez niego polibolon (polibolos) był rodzajem szybkostrzelnej balisty montowanej na stałej podstawie (euthytonon). Broń ta wyposażona była w cylindryczny walcowany magazynek na strzały oraz sprzężony z nim mechanizm podajnika. Napinany za pomocą kołowrotu suwak automatycznie podawał kolejne pociski na tor wyrzutni miotającej je do celu.
W okresie nowożytnym opracowano z kolei broń palną zdolną do prowadzenia ognia salwowego bądź seryjnego zwaną organkami lub machiną piekielną. Broń ta stosowana w XVI-XVII wieku była wielolufowym urządzeniem montowanym na podwoziu, ładowanym jednak odprzodowo poprzez rozdzielne ładowanie, co znacznie ograniczało jej funkcjonalność w warunkach polowych.
Bezpośrednim protoplastą karabinów maszynowych okazały się dopiero XIX-wieczne kartaczownice (mitraliezy), zdolne do prowadzenia rzeczywistego ognia ciągłego. Zasadniczą różnicą względem późniejszych karabinów maszynowych było jednak zastosowanie w nich napędzanego ręcznie (korbą lub dźwignią) mechanizmu odpowiedzialnego za cykl pracy broni. Zasilane były amunicją zespoloną z magazynka w postaci obrotowego bębna lub przesuwanej kasety. Montowane na trójnogach lub na dwukołowych lawetach.

### Powstanie i rozwój

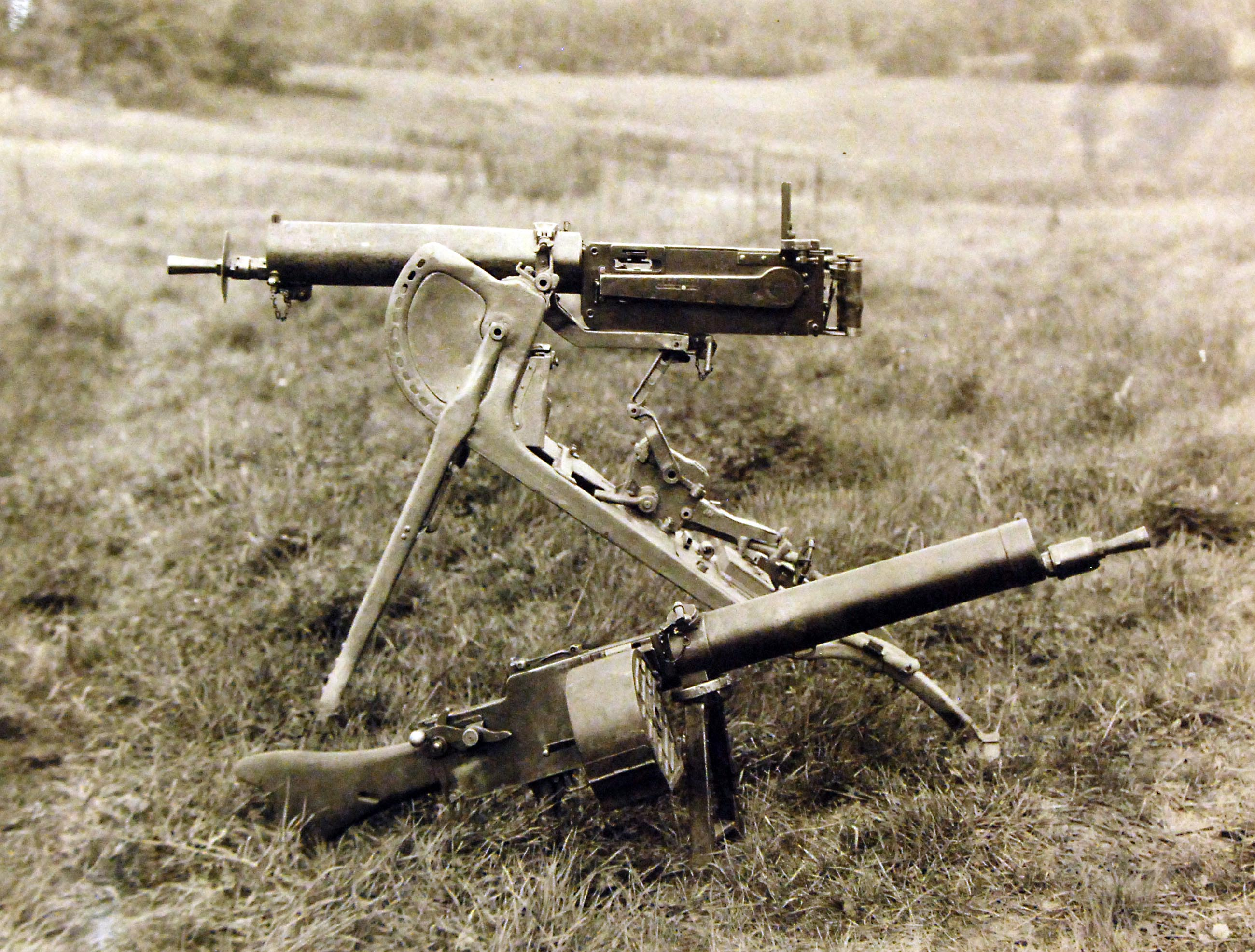
Ciężki karabin maszynowy Maxim MG08 i jego odchudzona wersja: lekki karabin maszynowy MG08/15

Pierwszy karabin maszynowy został skonstruowany w 1884 r. przez Hirama Maxima. W swojej konstrukcji do działania automatyki broni wykorzystał on energię gazów prochowych z odpalanych naboi (stosując krótki odrzut lufy), zapewniając tym samym wysoką szybkostrzelność oraz w pełni zautomatyzowany cykl pracy broni. Karabin maszynowy Maxima zasilany był z taśmy nabojowej lub magazynka bębnowego.
Karabin maszynowy Maxima w 1891 r. został przyjęty na wyposażenie armii brytyjskiej, co wkrótce dało początek masowemu wprowadzaniu karabinów maszynowych również w innych armiach (np. Schwarzlose M.7 w Austro-Węgrzech, St Etienne Mle 1907 we Francji czy MG08 w Niemczech). Były to jednak wyłącznie ciężkie (ckm) oraz wielkokalibrowe (wkm) karabiny maszynowe, charakteryzujące się znaczną masą, najczęściej dodatkowo zwiększoną poprzez stosowanie systemu chłodzenia lufy cieczą. Sprawiało to, że karabiny maszynowe początkowo były wyłącznie bronią defensywną (stacjonarną), montowaną na specjalnych podstawach (np. na trójnogu), ich przeniesienie i ponowne rozstawienie było bardzo czasochłonne, a obsługa wymagała zaangażowania większej ilości żołnierzy. Mimo to karabin maszynowy okazał się bronią charakteryzującą się dużą siłą ognia i zdolnością skutecznego rażenia całych pododdziałów przeciwnika.

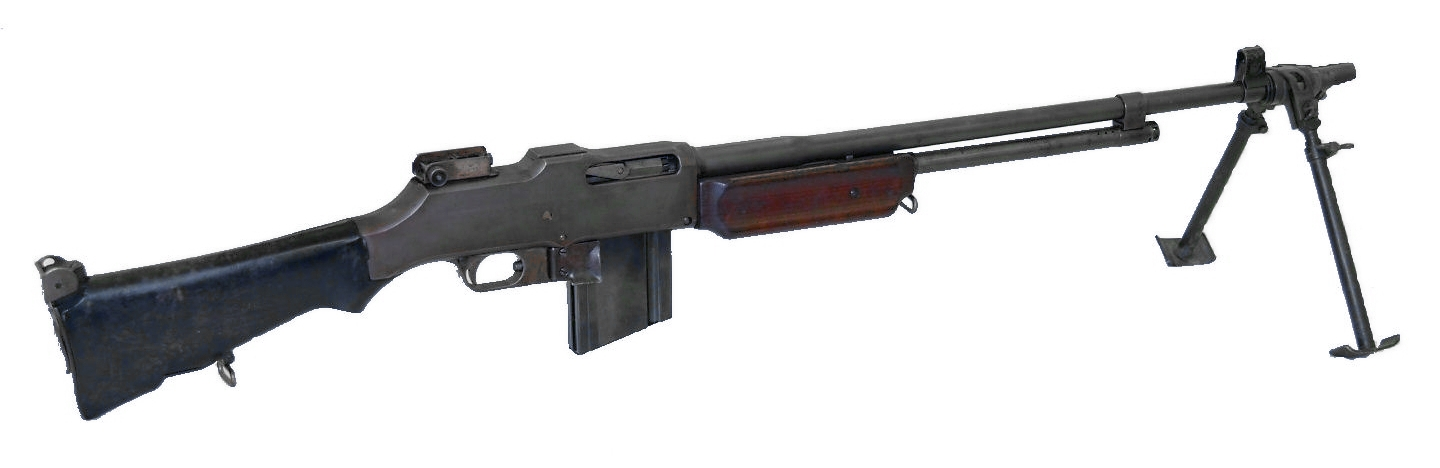
Ręczny karabin maszynowy BAR

Na początku XX w. zrodził się pomysł zaadaptowania karabinu maszynowego do roli broni ofensywnej. Priorytetem w tym względzie, okazało się zwiększenie mobilności tego typu broni, a co za tym idzie przede wszystkim zredukowanie jej masy. Doprowadziło to do opracowania lekkich (lkm) (np. brytyjski Lewis, francuski Hotchkiss Mle 1909) oraz jeszcze lżejszych ręcznych (rkm) karabinów maszynowych (np. francuski Chauchat Mle 15, amerykański BAR). Zwiększenie mobilności oraz zmniejszenie masy w tego typu broni osiągano przykładowo poprzez zastąpienie zasilania taśmowego – magazynkowym, rezygnację z chłodzenia cieczą, przekonstruowanie części składowych, zastąpienie ciężkiej podstawy – lekkim składanym dwójnogiem.

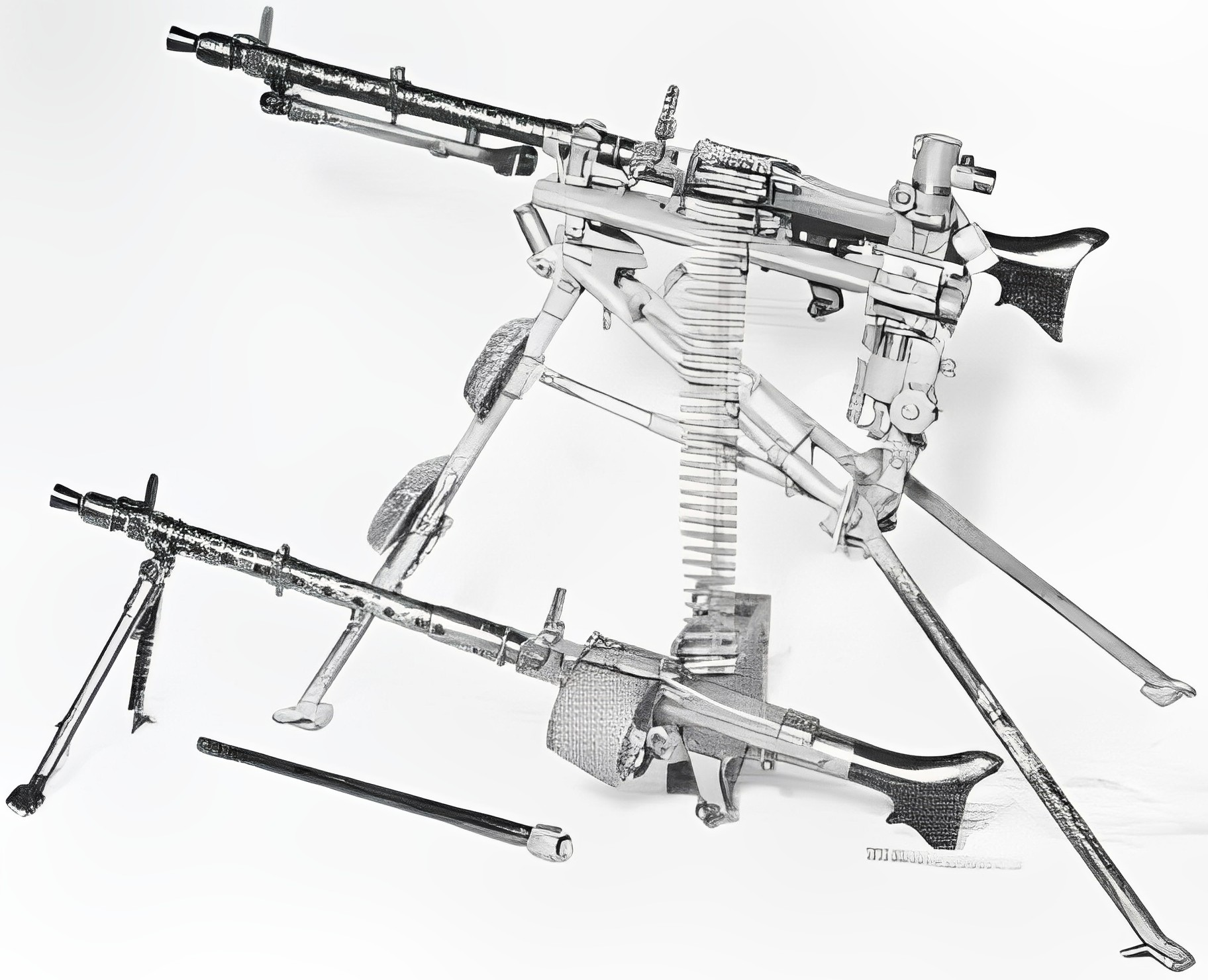
Uniwersalny karabin maszynowy MG34 w roli:
ckm (na trójnogu) oraz
lkm/rkm (na dwójnogu)

Zróżnicowanie typów karabinów maszynowych wytworzyło konieczność posiadania przez wojsko ich osobnych typów w zależności od ich zastosowania taktycznego (ciężkie karabiny maszynowe – jako broń defensywna, lekkie i ręczne karabiny maszynowe – jako broń ofensywna). Sytuacja taka trwała do lat 30. XX w., kiedy to za sprawą niemieckiego karabinu maszynowego MG34 powstała broń uniwersalna łącząca w sobie cechy wszystkich konstrukcji. Od tego czasu popularność zaczęły zyskiwać uniwersalne karabiny maszynowe (ukm) w zależności od potrzeb mogące pełnić funkcję ckm-u (na podstawie trójnożnej) lub lkm/rkm-u (podpierane dwójnogiem). Charakterystyczną cechą ukm-ów było stosowanie ciężkich szybko wymiennych luf co umożliwiało prowadzenie intensywnego ognia bez potrzeby stosowania chłodzenia cieczą.